# Veľký Kamenec
Veľký Kamenec (em húngaro: Nagykövesd) é um município da Eslováquia, situado no distrito de Trebišov, na região de Košice. Tem 12,72 km² de área e sua população em 2018 foi estimada em 757 habitantes.

## Demografia
| Ano:        | 1994 | 2004   | 2014   | 2024    |
| ----------- | ---- | ------ | ------ | ------- |
| Broj ljudi: | 886  | 838    | 797    | 693     |
| Razlika:    |      | -5,41% | -4,89% | -13,04% |

| Ano:               | 2023 | 2024   |
| ------------------ | ---- | ------ |
| Número de pessoas: | 708  | 693    |
| Diferença:         |      | -2,11% |